# Chiesa di San Giovanni Battista (Faicchio)
La chiesa di San Giovanni Battista è una architettura religiosa sita nel comune di Faicchio. La chiesa è intitolata al Santo Patrono del paese.

## Storia

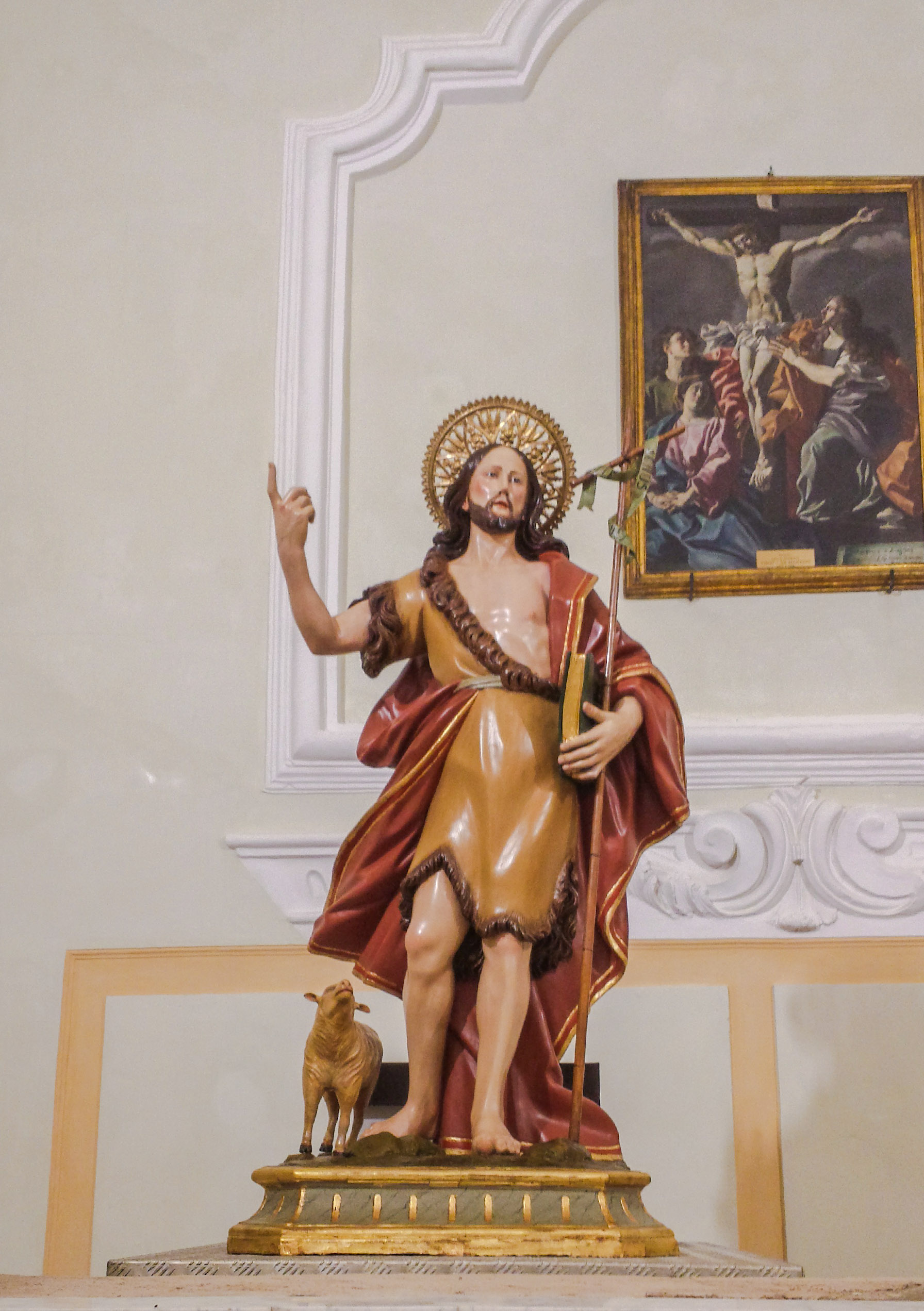
La statua di San Giovanni Battista

Antica chiesa parrocchiale, nel 1446 venne unita alla collegiata di Santa Maria Assunta. Originariamente era lunga 150 palmi per 100 di larghezza.
Nei primi anni del XVII secolo subì un rifacimento a spese dell'Universitas a seguito del quale ospitò per diversi anni la sede parrocchiale in attesa che la Collegiata fosse restaurata.
Il terremoto del 5 giugno 1688 la rase al suolo ma venne ricostruita celermente con le elemosine dei fedeli.
Gravi danni sono avvenuti durante gli eventi bellici della seconda guerra mondiale quando vennero persi alcuni dipinti della scuola di Luca Giordano.
Un intervento di restauro è stato effettuato nel 2003.
L'ultimo restauro è stato operato a seguito del terremoto del 29 dicembre 2013. La chiesa è stata riaperta al culto il 9 giugno 2016.
La chiesa oggi è di proprietà del Comune di Faicchio.

## Descrizione

### L'esterno
L'edificio religioso è ubicato all'incrocio tra via Fabio Massimo e via De Martino, nei pressi di Piazza Palmieri. 
La facciata è divisa in tre parti da quattro lesene giganti, sovrastate da un frontone di forma circolare. Nella parte centrale si trova il portale d'ingresso; sovrastato da un arco in pietra, su cui è incisa la data 1629 e da un finestrone ad arco. Il campanile si trova sopra la sacrestia, a sinistra dell'abside.
All'esterno della chiesa si trova una croce, posta in occasione di una missione del 1915 e una statua di San Pio da Pietrelcina inaugurata nel 1992. 

### L'interno
La Chiesa ha una volumetria semplice a tre navate.  Oltre l'altare maggiore, sono presenti altri quattro altari dislocati nelle due navate laterali (due per ogni lato), tutti sovrastati da una nicchia ospitante un santo. Alle spalle dell'altare maggiore è posto un quadro raffigurante Gesù Crocifisso.
Custodisce la statua del santo patrono di Faicchio, San Giovanni Battista, portata in processione l'ultima domenica di agosto. La statua di San Giovanni, risalente probabilmente al XVIII secolo, è stata restaurata nel 2016, in occasione dei lavori di restauro della chiesa. Nelle edificio si trovano inoltre le statue di Sant'Anna, San Stanislao, San Pio da Pietrelcina e una Madonna col bambino.

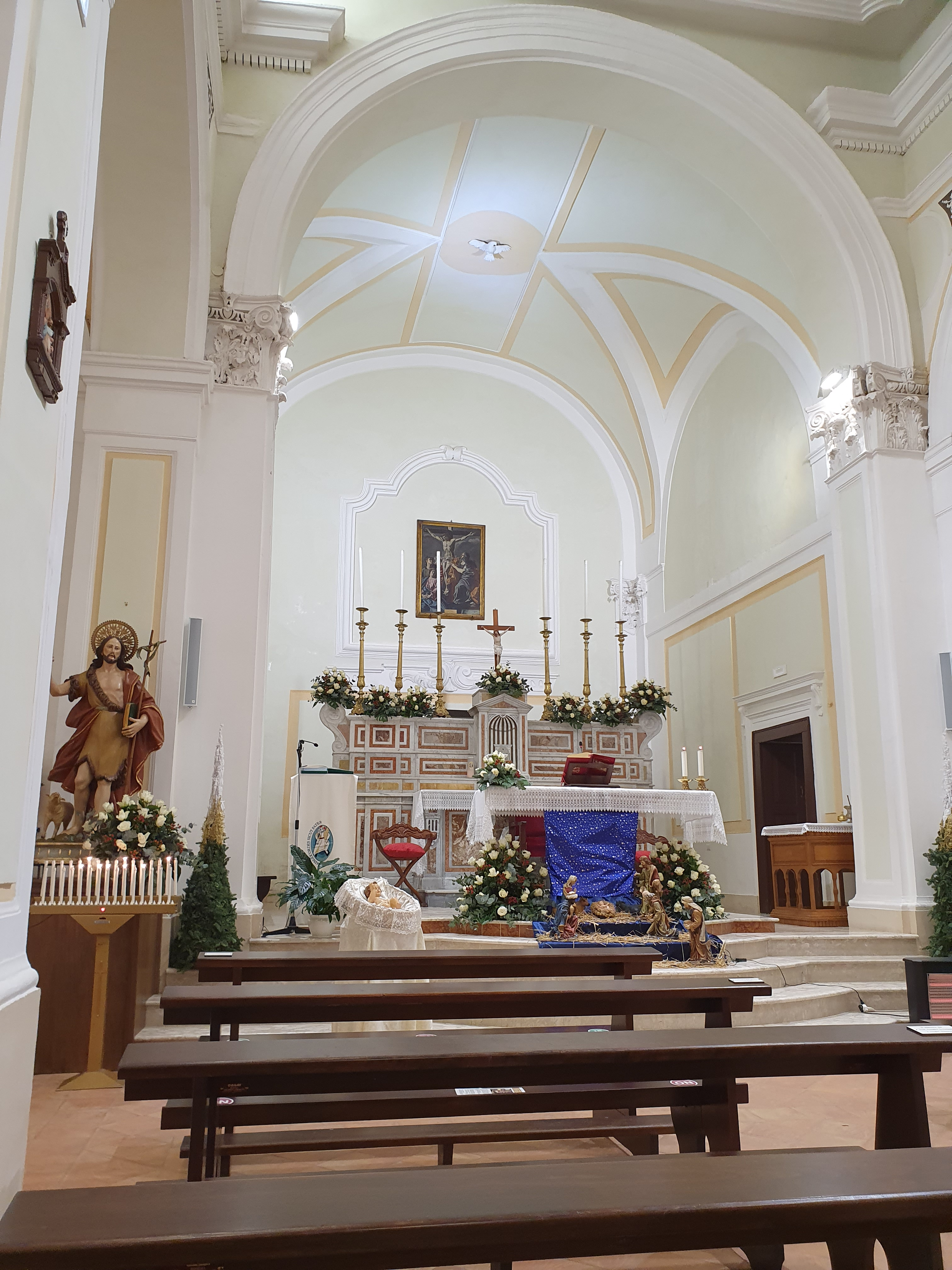
L'altare maggiore della Chiesa

Nella navata sinistra vi sono i resti di una sepoltura ducale, risalente al XVII secolo: un osso di grandi dimensioni (forse una costola) donato "per magnificenza" al barone di Faicchio, Pietro De Martino e una lapide in ricordo della sua prima moglie, Isabella Carafa di Stigliano.

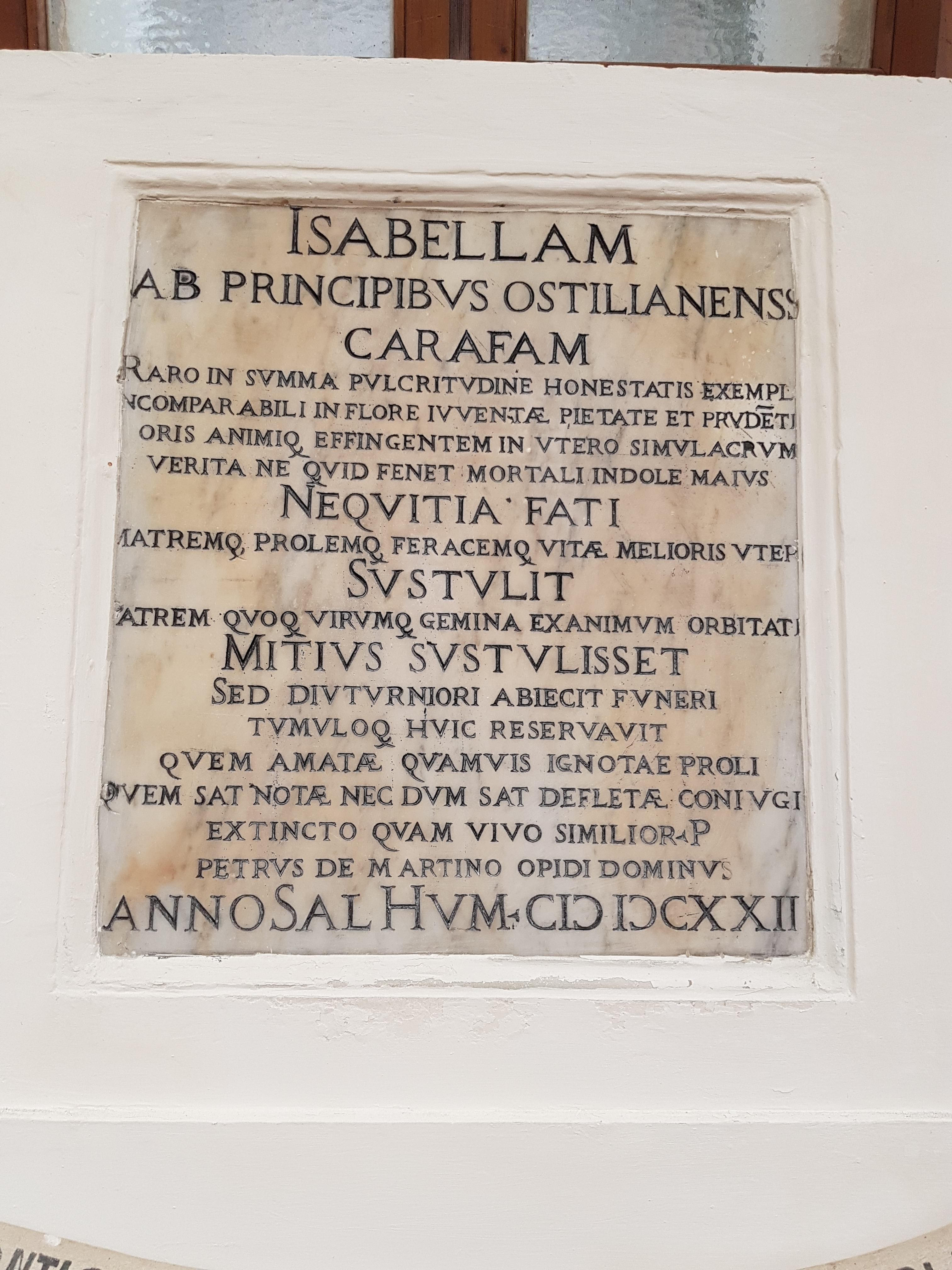
Lapide in memoria di Isabella Carafa di Stigliano, prima moglie del barone Pietro De Martino